# Trupanea erigeroni
Trupanea erigeroni är en tvåvingeart som beskrevs av Amnon Freidberg 1974. Trupanea erigeroni ingår i släktet Trupanea och familjen borrflugor.
Artens utbredningsområde är Israel. Inga underarter finns listade i Catalogue of Life.